# Václav Bláha (zpěvák)
Václav Bláha, zvaný Venca (* 24. září 1976), je český zpěvák a kytarista, člen skupin Divokej Bill a Medvěd 009. Povoláním je umělecký truhlář.